# Mike Foligno
Pour les articles homonymes, voir Mike et Foligno.
Mike Foligno (né le 29 janvier 1959 à Grand Sudbury au Canada) est un joueur professionnel de hockey sur glace de la Ligue nationale de hockey devenu entraîneur.

## Carrière
Choisi lors du  repêchage d'entrée de 1979 en 3e position par les Red Wings de Détroit, il commença sa carrière dans la Ligue nationale de hockey lors de la saison 1979 avec la franchise du Michigan.

Il jouera à Détroit jusqu'en 1982 avant d'être échangé en cours de saison aux Sabres de Buffalo où il fera l'essentiel de sa carrière. Il évoluera aussi avec les Maple Leafs de Toronto et les Panthers de la Floride. Il met un terme à sa carrière en 1994 en Floride. Sa meilleure saison fut celle de 1985-86 avec les Sabres de Buffalo où il produit 41 buts et 39 passes pour 80 points. Il termine deuxième comme pointeur de son équipe derrière Dave Andreychuck.
Après sa carrière de joueur, il a entraîné dans la Ligue américaine de hockey et dans la Ligue de hockey de l'Ontario. Il a été entraîneur-assistant avec les Devils du New Jersey, dans la Ligue nationale de hockey. Il est maintenant dépisteur pour les Golden Knights de Vegas

## Parenté dans le sport
Ses fils Nick et Marcus jouent aussi au hockey sur glace.

## Statistiques
Pour les significations des abréviations, voir Statistiques du hockey sur glace.
| Saison     | Équipe                 | Ligue      |       | Saison régulière | Saison régulière | Saison régulière | Saison régulière | Saison régulière |    | Séries éliminatoires | Séries éliminatoires | Séries éliminatoires | Séries éliminatoires | Séries éliminatoires |
| Saison     | Équipe                 | Ligue      | PJ    | B                | A                | Pts              | Pun              | PJ               | B  | A                    | Pts                  | Pun                  |                      |                      |
| 1975-1976  | Wolves de Sudbury      | AHO        | 57    | 22               | 14               | 36               | 45               | 16               | 4  | 3                    | 7                    | 6                    |                      |                      |
| 1976-1977  | Wolves de Sudbury      | AHO        | 66    | 31               | 44               | 75               | 62               | 6                | 3  | 1                    | 4                    | 7                    |                      |                      |
| 1977-1978  | Wolves de Sudbury      | AHO        | 67    | 47               | 39               | 86               | 112              |                  |    |                      |                      |                      |                      |                      |
| 1978-1979  | Wolves de Sudbury      | AHO        | 68    | 65               | 85               | 150              | 98               | 10               | 5  | 5                    | 10                   | 14                   |                      |                      |
| 1979-1980  | Red Wings de Détroit   | LNH        | 80    | 36               | 35               | 71               | 109              |                  |    |                      |                      |                      |                      |                      |
| 1980-1981  | Red Wings de Détroit   | LNH        | 80    | 28               | 35               | 63               | 210              |                  |    |                      |                      |                      |                      |                      |
| 1981-1982  | Red Wings de Détroit   | LNH        | 26    | 13               | 13               | 26               | 28               |                  |    |                      |                      |                      |                      |                      |
| 1981-1982  | Sabres de Buffalo      | LNH        | 56    | 20               | 31               | 51               | 149              | 4                | 2  | 0                    | 2                    | 9                    |                      |                      |
| 1982-1983  | Sabres de Buffalo      | LNH        | 66    | 22               | 25               | 47               | 135              | 10               | 2  | 3                    | 5                    | 39                   |                      |                      |
| 1983-1984  | Sabres de Buffalo      | LNH        | 70    | 32               | 31               | 63               | 151              | 3                | 2  | 1                    | 3                    | 19                   |                      |                      |
| 1984-1985  | Sabres de Buffalo      | LNH        | 77    | 27               | 29               | 56               | 154              | 5                | 1  | 3                    | 4                    | 12                   |                      |                      |
| 1985-1986  | Sabres de Buffalo      | LNH        | 79    | 41               | 39               | 80               | 168              |                  |    |                      |                      |                      |                      |                      |
| 1986-1987  | Sabres de Buffalo      | LNH        | 75    | 30               | 29               | 59               | 176              |                  |    |                      |                      |                      |                      |                      |
| 1987-1988  | Sabres de Buffalo      | LNH        | 74    | 29               | 28               | 57               | 220              | 6                | 3  | 2                    | 5                    | 31                   |                      |                      |
| 1988-1989  | Sabres de Buffalo      | LNH        | 75    | 27               | 22               | 49               | 156              | 5                | 3  | 1                    | 4                    | 21                   |                      |                      |
| 1989-1990  | Sabres de Buffalo      | LNH        | 61    | 15               | 25               | 40               | 99               | 6                | 0  | 1                    | 1                    | 12                   |                      |                      |
| 1990-1991  | Sabres de Buffalo      | LNH        | 31    | 4                | 5                | 9                | 42               |                  |    |                      |                      |                      |                      |                      |
| 1990-1991  | Maple Leafs de Toronto | LNH        | 37    | 8                | 7                | 15               | 65               |                  |    |                      |                      |                      |                      |                      |
| 1991-1992  | Maple Leafs de Toronto | LNH        | 33    | 6                | 8                | 14               | 50               |                  |    |                      |                      |                      |                      |                      |
| 1992-1993  | Maple Leafs de Toronto | LNH        | 55    | 13               | 5                | 18               | 84               | 18               | 2  | 6                    | 8                    | 42                   |                      |                      |
| 1993-1994  | Maple Leafs de Toronto | LNH        | 4     | 0                | 0                | 0                | 4                |                  |    |                      |                      |                      |                      |                      |
| 1993-1994  | Panthers de la Floride | LNH        | 39    | 4                | 5                | 9                | 49               |                  |    |                      |                      |                      |                      |                      |
| Totaux AHO | Totaux AHO             | Totaux AHO | 258   | 165              | 182              | 337              | 317              | 32               | 12 | 9                    | 21                   | 27                   |                      |                      |
| Totaux LNH | Totaux LNH             | Totaux LNH | 1 018 | 355              | 372              | 727              | 2 049            | 57               | 15 | 17                   | 32                   | 185                  |                      |                      |

### Statistiques d'entraîneur
| Saison    | Équipe            | Ligue |    | PJ | V  | D  | N | Pr                  |  | Séries éliminatoires |
| 1998-1999 | Bears de Hershey  | LAH   | 80 | 37 | 32 | 10 | 1 | Défaite au 1er tour |  |                      |
| 1999-2000 | Bears de Hershey  | LAH   | 80 | 43 | 29 | 5  | 3 | Défaite au 3e tour  |  |                      |
| 2000-2001 | Bears de Hershey  | LAH   | 80 | 34 | 39 | 4  | 3 | Défaite au 3e tour  |  |                      |
| 2001-2002 | Bears de Hershey  | LAH   | 80 | 36 | 27 | 11 | 6 | Défaite au 2e tour  |  |                      |
| 2002-2003 | Bears de Hershey  | LAH   | 80 | 36 | 27 | 14 | 3 | Défaite au 1er tour |  |                      |
| 2003-2004 | Wolves de Sudbury | LHO   | 68 | 25 | 32 | 6  | 5 | Défaite au 1er tour |  |                      |
| 2004-2005 | Wolves de Sudbury | LHO   | 68 | 32 | 23 | 6  | 7 | Défaite au 2e tour  |  |                      |
| 2005-2006 | Wolves de Sudbury | LHO   | 68 | 34 | 28 | 0  | 6 | Défaite au 2e tour  |  |                      |
| 2006-2007 | Wolves de Sudbury | LHO   | 68 | 29 | 30 | 0  | 9 | Défaite en finale   |  |                      |
| 2007-2008 | Wolves de Sudbury | LHO   | 68 | 17 | 46 | 0  | 5 | Non qualifiés       |  |                      |
| 2008-2009 | Wolves de Sudbury | LHO   | 68 | 26 | 35 | 0  | 7 | Défaite au 1er tour |  |                      |